# Chloromyxum kotorensis
Chloromyxum kotorensis is een microscopische parasiet uit de familie Chloromyxidae. Chloromyxum kotorensis werd in 1989 beschreven door Lubat, Radujkovic, Marques & Bouix. 